# Marc Waldie
Marc Waldie   (Wichita, 24 d'agost de 1955) és un jugador de voleibol estatunidenc, ja retirat, que va competir durant les dècades de 1970 i 1980.
Estudià a la Universitat Estatal d'Ohio, on va destacar a l'equip dels Buckeyes. Amb la selecció nacional disputà diverses edicions del Campionat del Món de voleibol i dels Jocs Panamericans, però el seu major èxit esportiu l'aconseguí el 1984, als Jocs Olímpics d'Estiu de Los Angeles, on guanyà la medalla d'or en la competició de voleibol.
El 2001 fou inclòs a l'Ohio State Hall of Fame.